# Bebop
För seriefiguren Bebop från Teenage Mutant Ninja Turtles, se Bebop och Rocksteady.

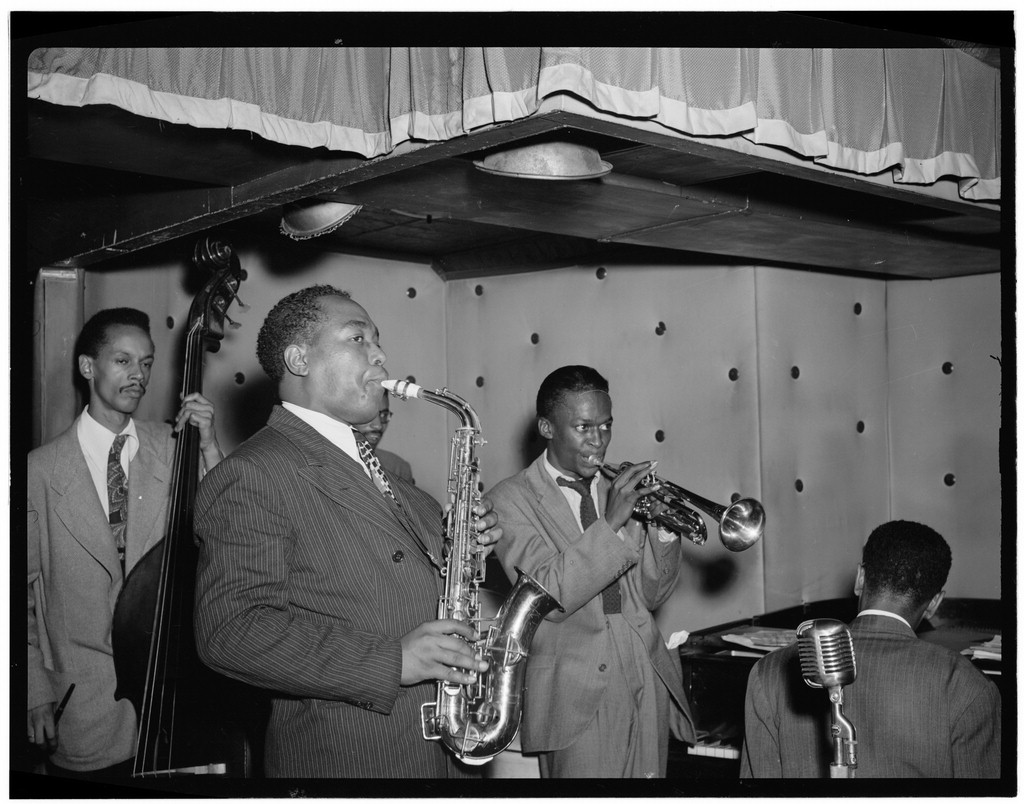
Tommy Potter (bas), Charlie Parker (saxofon), Max Roach (trummor, delvis skymd), Miles Davis (trumpet) och Duke Jordan (piano, med ryggen mot kameran) under ett framträdande på jazzklubben Three Deuces i New York, 1947.

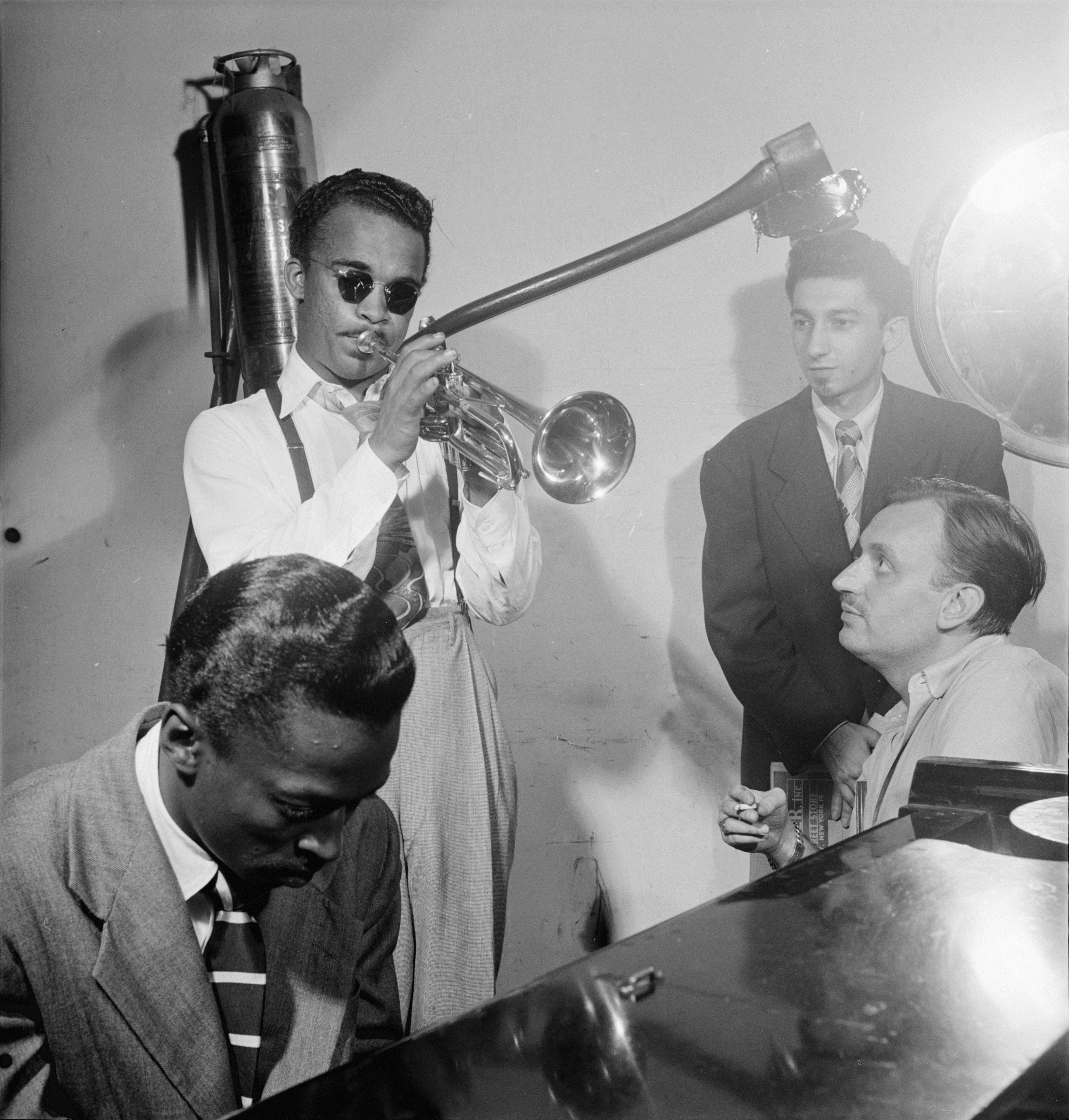
Miles Davis (piano), Howard McGhee (trumpet), och Brick Fleagle (gitarr) 1947; stående i bakgrunden pianisten Joe Albany.

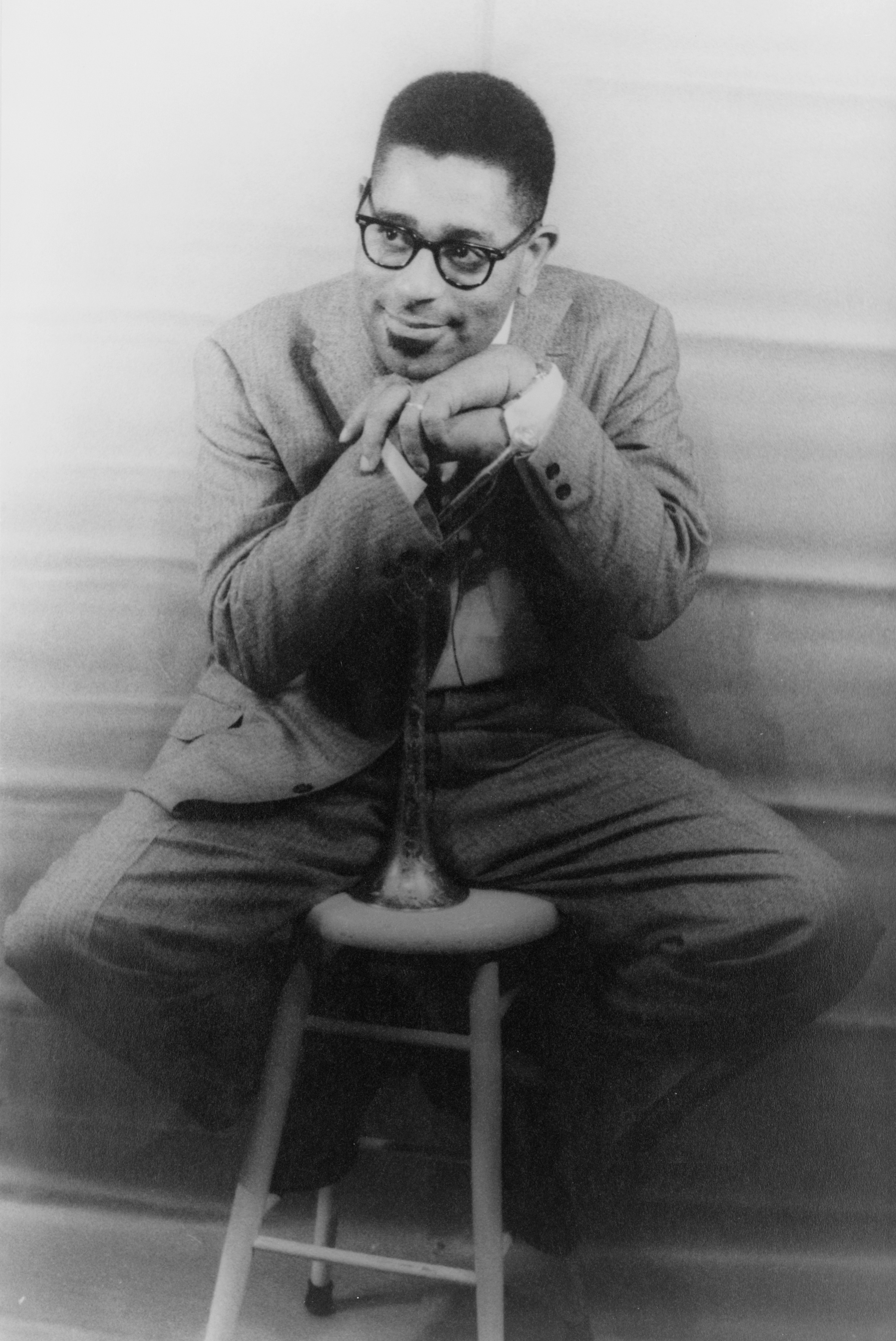
Dizzy Gillespie 1955.

Bebop, även kallad rebop eller bara bop, är en rytmisk och rapp form av jazz med ursprung från 1940-talet. Till tongivande musiker hör bland andra Charlie Parker, Thelonious Monk och Dizzy Gillespie. Med bebopen slutade jazzen att, såsom under swingeran, vara dansmusik och övergick till att lämpa sig bättre för enbart lyssning. Bebop utvecklades under 1950-talet till cool jazz och hardbop.

## Historik
I och med uppkomsten av inspelningar, och således den kommersiella musikbranschen på 1920-talet, började ett forum med jazz-entusiaster formas under 1930-talet. Dessa såg jazzmusiken som en seriös amerikansk konstform under förtryck av både för lite uppmärksamhet och den växande kommersiella industrin. De ville bevara den jazz de kallade äkta som de kände från 1920-talet och detta ledde till skapandet av jazzkonstmusikvärlden, som i sin tur delades in i två grupper: traditionell jazz och modern jazz. De moderna stödde en fortsatt kultivering av jazzmusiken av professionella musiker. Bebopen blev en liten revolution såväl som en evolution inom den moderna jazzen.
Under hösten 1941 gick USA tillbaka till en krigsekonomi där  beskattning infördes som gjorde det dyrt att sätta upp live-spelningar. Därför drevs musiker till att forma mindre grupper och uppträda på obekväma ställen, såsom klubbar istället för stora arenor. Ur dessa små jamgrupper bildades bebopen.  De som främst brukar tillskrivas skapandet av bebopen är altsaxofonisten Charlie Parker och trumpetaren Dizzy Gillespie.
Allteftersom stilen började utformas mer och mer blev det en standardiserad sättning, oftast kvartetter eller kvintetter, bestående av piano, bas, trummor, saxofon och/eller trumpet.
Trumslagarna började i större utsträckning använda sig av hi-hat och ride-cymbaler istället för bastrumma, vilket ledde till att basen fick stå för pulsen genom att spela nästintill uteslutande fjärdedelsnoter i form av "Walking Bass". Det här gjorde att pianisten kunde spela med ett mjukare anslag då den inte behövde hålla pulsen med vänsterhanden och inte heller ansvara för grundtonen.

## Kännetecken
Bebopen byggde ofta på samtida populärlåtar och deras ackordsföljder. Oftast innehöll kompositionerna snabba tempon och komplexa åttondelsmelodier utöver huvudmelodin. Improvisationerna byggde på ackordstoner.  Det är också ifrån den här stilen som "trading fours" kommer, vilket innebär att solisterna turas om att spela 4-takters improvisationer var, ibland med varandra och ibland med trumslagaren.  Ofta användes 32-taktsform och 12-taktsbluesen för att forma grunden för bebop-kompositioner. Ett låtexempel är Charlie Parkers och Dizzy Gillespies "Thriving on a Riff" (senare kallad "Anthropology") som bygger på ackordsföljden och melodin från George Gershwins komposition "I Got Rhythm" från 1930.

## Kända namn inom bebop
- Kenny Clarke
- Miles Davis
- Dexter Gordon
- Dizzy Gillespie
- Thelonious Monk
- Charlie Parker
- Oscar Pettiford
- Bud Powell
- Max Roach
- Clifford Brown
- Joe Pass
- Charlie Christian